# Чупров, Александр Иванович
Алекса́ндр Ива́нович Чупро́в (6 [18] февраля 1842, Мосальск — 24 февраля [8 марта] 1908, Мюнхен) — российский учёный-экономист, статистик, общественный деятель, член-корреспондент Петербургской АН.

## Биография
Родился в семье протоиерея Иоанна Филипповича Чупрова.
По окончании с отличием Калужской духовной семинарии поступил в Петербургскую духовную академию, но под впечатлением от произведений Н. Г. Чернышевского и Д. И. Писарева, проучившись год, в 1862 году перешёл на юридический факультет Московского университета, который окончил в 1866 году, став стипендиатом кафедры политической экономии и статистики. В 1868 году он стал одним из организаторов московского Общества распространения технических знаний.
Ещё будучи студентом, Чупров стал одним из устроителей студенческого клуба самообразования, где обсуждались различные научные, нравственные и практические вопросы, в том числе о народном образовании. По этой теме он составил обширную и обстоятельную записку, которая распространялась среди студентов и профессоров Московского университета, но не получила поддержки у профессуры. Тем не менее в клубе был сформирован кружок лекторов, который начал свою деятельность с чтения лекций артельщикам Кокоревского подворья. Вскоре после покушения на Александра II деятельность клуба была прекращена, а его члены взяты под полицейский контроль.
Одним из его учителей был крупный учёный того времени профессор Иван Кондратьевич Бабст, который в это время занялся изучением железнодорожного дела, совмещая это с практической работой в управлении Уральской горнозаводской железной дороги. Под влиянием Бабста у Чупрова появился научный интерес к железнодорожной проблематике и после сдачи в 1870 году магистерского экзамена по политэкономии — у И. К. Бабста и полицейскому праву — у В. Н. Лешкова он начал подготовку своей диссертации. В июле 1872 года он уехал в двухлетнюю заграничную командировку: слушал лекции в Лейпциге, Мюнхене, Гейдельберге и Вене и изучал западноевропейскую хозяйственную деятельность. После завершения зарубежной командировки с 1874 г. становится профессором, читает курсы политической экономии для студентов 1 и 2 курсов юридического факультета Московского университета, принимает активное участие во всех начинаниях, способствующих накоплению знаний о народной жизни.

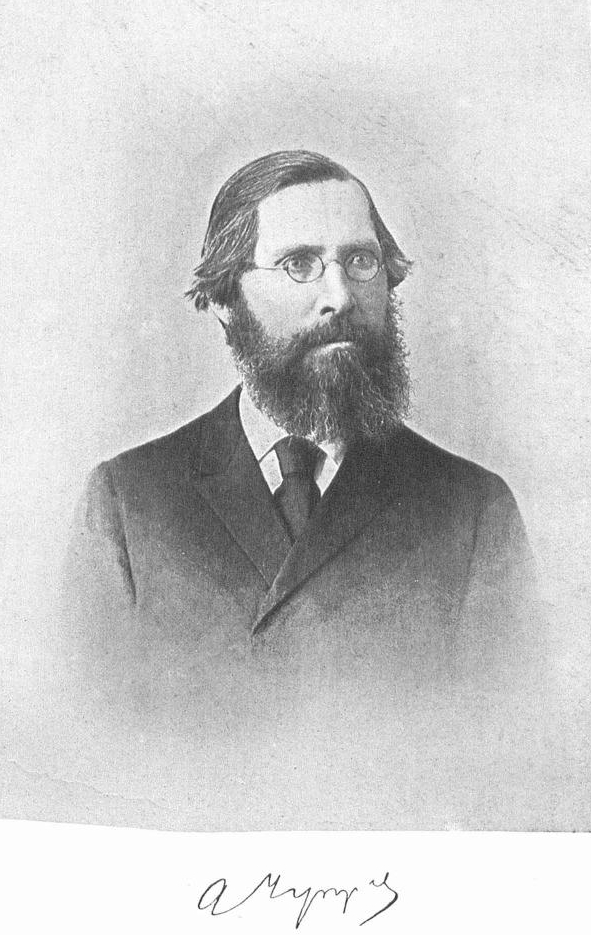
А. И. Чупров

Защита магистерской диссертации «Железнодорожное хозяйство. Его экономические особенности и его отношение к интересам страны» состоялась 25 апреля 1875 года. Первым официальным оппонентом на защите был один из крупнейших экономистов того времени академик Иван Иванович Янжул. Второй том этой работы под названием «Условия, определяющие движение и сбор на железных дорогах. Валовой доход и его факторы. Количество товарных грузов» был защищён им в качестве докторской диссертации 28 апреля 1878 года. Опираясь на статистические данные Чупров провёл широкие обобщения законов железнодорожного хозяйства. После защиты докторской диссертации он был избран на должность ординарного профессора Московского университета по кафедре политэкономии и статистики.
Публикация двухтомника сразу выдвинула Чупрова в число авторитетных экспертов, и он был приглашён к участию в комиссии графа Э. Т. Баранова по исследованию железнодорожного дела в России и к участию в разработке «Общего устава российских железных дорог». В качестве специалиста он работал в комиссии В. К. Плеве по исследованию причин падения цен на сельскохозяйственные продукты (1888). Был активным участником съездов по техническому и профессиональному образованию.
А. И. Чупров — деятель земского движения, сторонник развития земских профессиональных школ; организатор и председатель статистического отделения Московского юридического общества (1883), ставшего центром земских статистиков. В 1881—1882 годах был членом московского городского статистического отдела; один из организаторов переписи населения Москвы в 1882 году. Заслуженный профессор Московского университета (1901).
Осенью 1899 года Чупров прекратил преподавание и выехал за границу для лечения, откуда уже не вернулся. В 1904 году в Париже он смог прочитать курс лекций в Русской высшей школе общественных наук, ставший основой книги «Мелкое земледелие и его основные нужды». Умер А. И. Чупров от сердечного приступа 24 февраля (8 марта) 1908 года в Мюнхене, во время визита к немецкому экономисту Вальтеру Лотцу. Похоронен на Ваганьковском кладбище (20 уч.).

## Семья

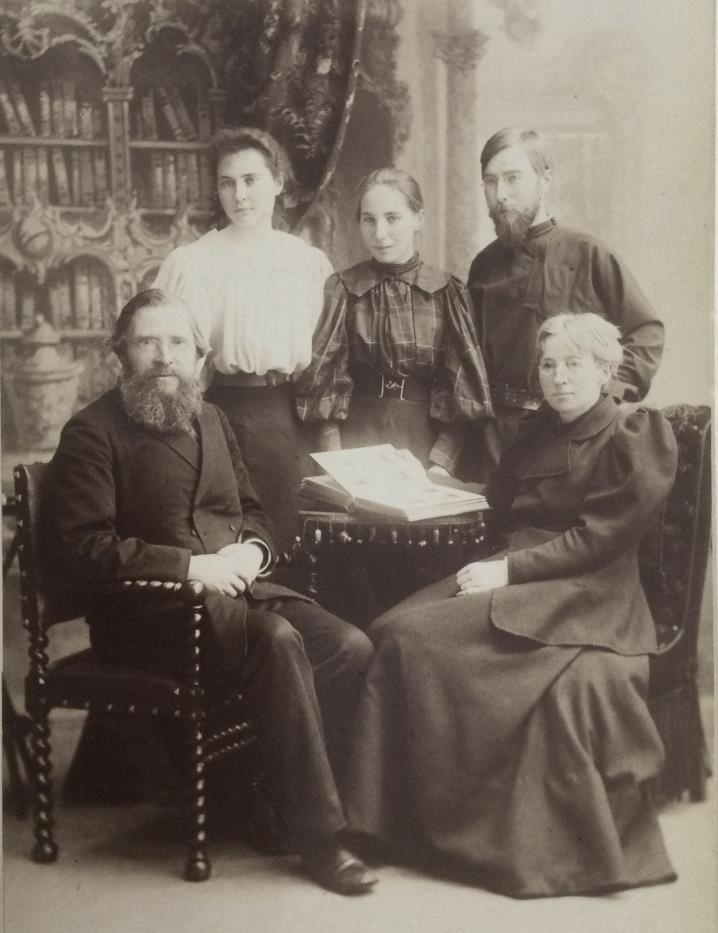
Фотография 1894 года. Сидят А. И. Чупров и одна из сестёр его супруги, Ольги Егоровны, которая на момент съемки уже скончалась. Стоят (слева направо) Елена Александровна, Мария Александровна, Александр Александрович Чупровы.

Почти полностью ближайших родственников А. И. Чупрова в работе «Угасший род» перечисляет Александр Амфитеатров, племянник учёного:
- родители:
  - отец — Иван (Иоанн) Филиппович Чупров, мосальский протоиерей;
  - мать — Елизавета Алексеевна Чупрова (Брильянтова), происходила из семьи, принадлежащей к высшему калужскому духовенству;
- братья и сестры:
  - сестра Елизавета Ивановна (1843—1880), в замужестве Амфитеатрова (муж — проиерей Валентин Николаевич Амфитеатров), мать писателя Александра Амфитеатрова;
  - сестра Мария Ивановна (ум. 1904), детей не имела;
  - брат Алексей Иванович (ум. 1898), бухгалтер, детей не имел;
  - брат Владимир Иванович, детей не имел;
  - сестра Наталия Ивановна (1853—1913), детей не имела;
  - брат Иван Иванович, детей не имел;
  - несколько братьев и сестёр, умерших в младенчестве и отрочестве;
- жена[10] — Ольга Егоровна (1844—1890[11]), в девичестве Богданова, дочь мосальского купца; захоронена рядом с мужем на Ваганьковском кладбище;
- дети:
  - дочь Ольга Александровна (р. 23 апреля 1869 г.), закончила Женевский университет по специальности «биология», жена Николая Васильевича Сперанского;
  - сын Александр Александрович (1874—1926), известный российский статистик, детей не имел;
  - дочь Елена Александровна (р. 1877), закончила Берлинский университет по специальности «биология», жена немецкого зоолога Рихарда Геймонса[нем.], имела сына Альбрехта и дочь (умерла в раннем возрасте);
  - дочь Мария Александровна (р. 17 июля 1881 г.), закончила физико-математический факультет МВЖК с дипломом первой степени[12];
  - дочь Анастасия (Ася) Александровна (1884—1889), захоронена рядом с отцом и матерью на Ваганьковском кладбище.

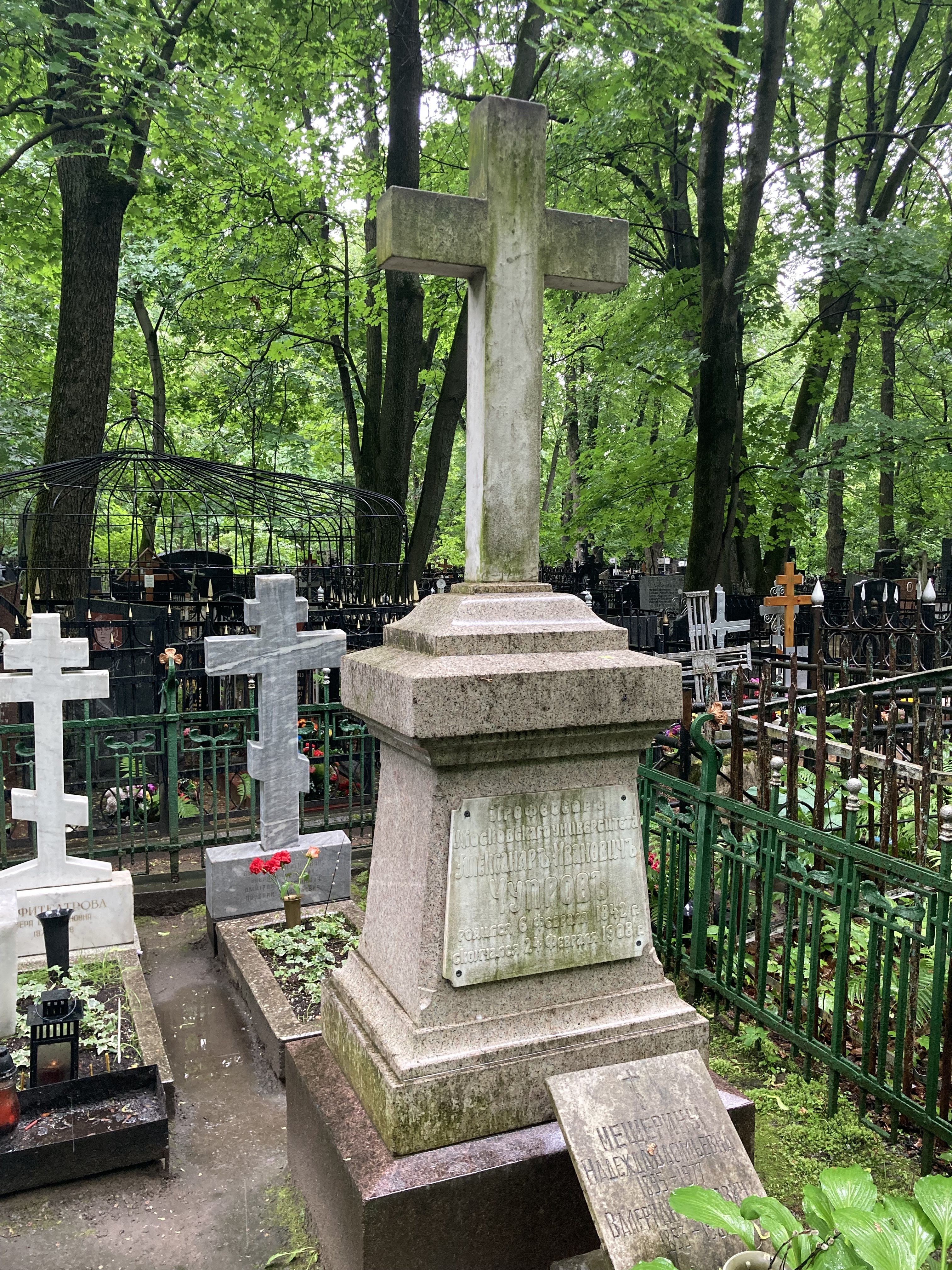
Общий вид надгробия на могиле А. И. Чупрова
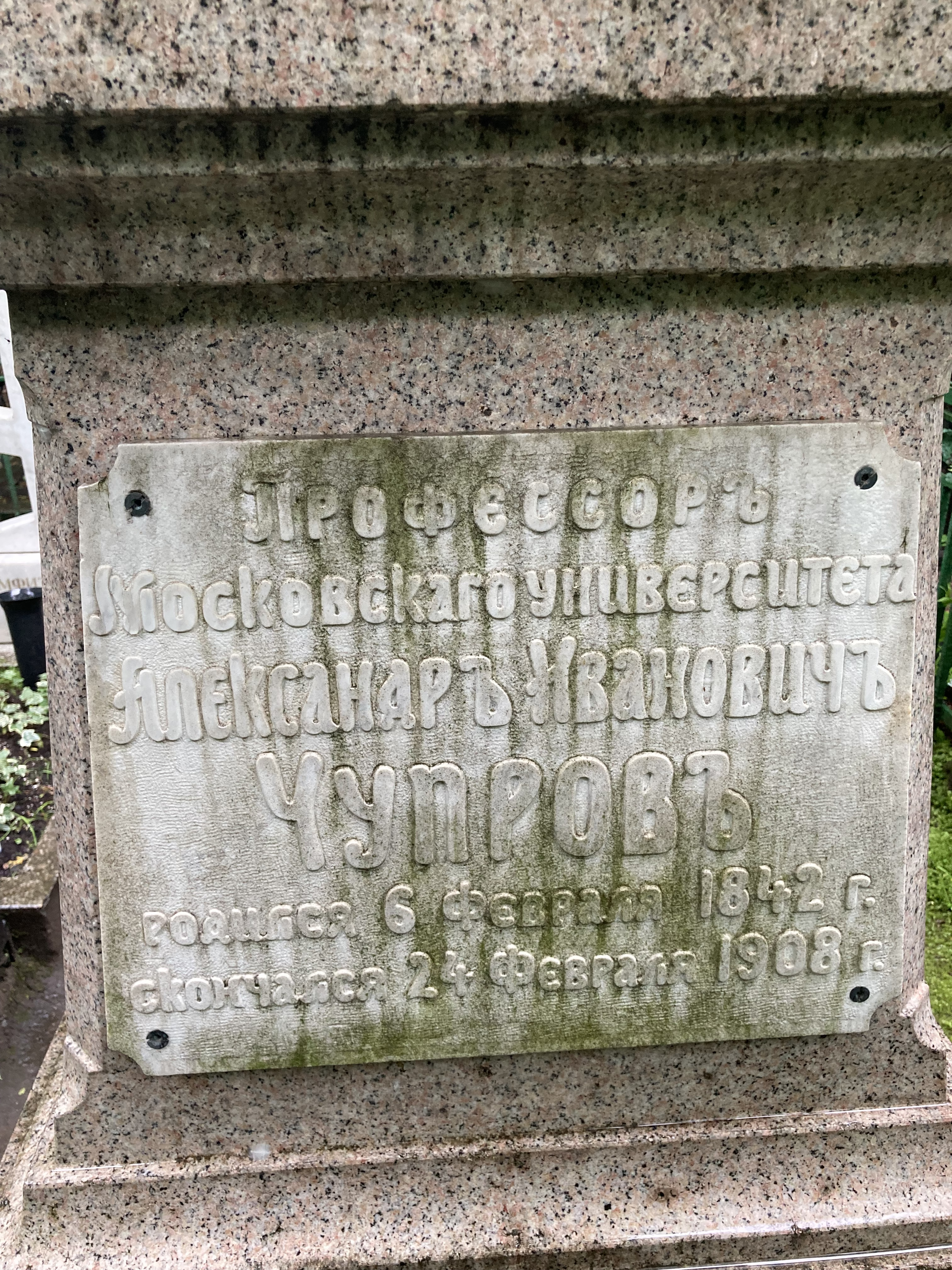
Фрагмент памятника с доской памяти учёного
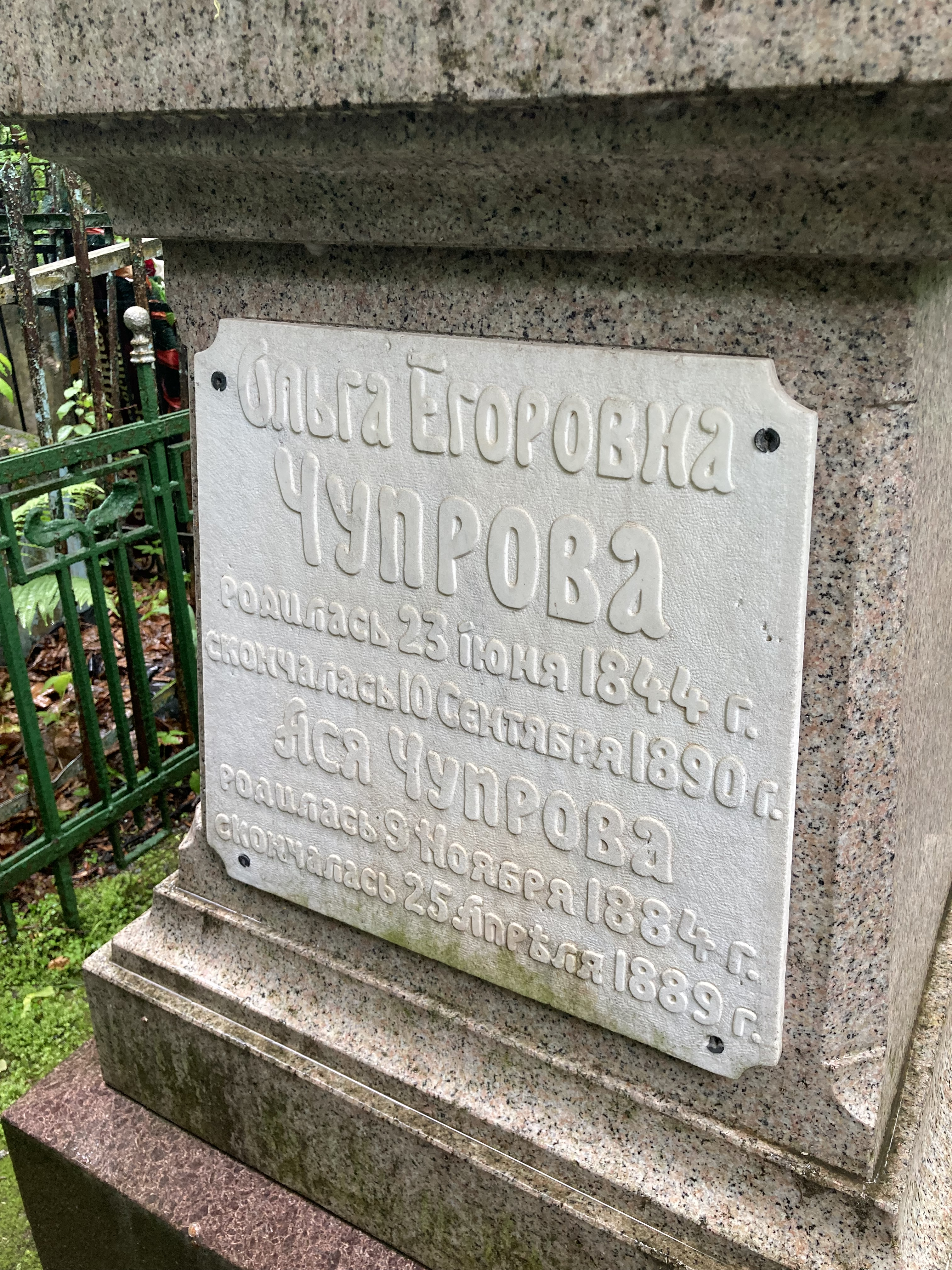
Фрагмент памятника с доской памяти его супруги и малолетней дочери

## Научные интересы
Экономика железнодорожного транспорта, промышленности, сельскохозяйственная конъюнктура. Разделял взгляды исторической и этической школ политической экономии, (частично) научного социализма.
Сыграл важную роль в формировании отечественной концепции профессионально-технического образования. Провёл исследования в области экономической эффективности профессионального обучения и грамотности и их влияния на производительность труда.
Одним из его университетских учеников был художник В. В. Кандинский, который оценивал Александра Ивановича как «высоко одарённого ученого и одного из редчайших людей, каких я встречал в жизни».

### Экономика железнодорожного транспорта

А. И. Чупров

Чупров считается основателем экономики железнодорожного транспорта как самостоятельной научной дисциплины.
Научно-исследовательская деятельность в сфере железных дорог до 1870-х годов была сконцентрирована на вопросах проектирования и строительства дорог, а также организации эксплуатационной работы. Специальной экономической дисциплины в отрасли и в отраслевой науке не существовало. Чупров первый занялся тем, что его современники называли «экономической наукой по железнодорожному транспорту».
Анализируя издержки железнодорожных обществ, Чупров первым описал эффект масштаба: «по особым условиям, в которые поставлен труд и капитал в этой отрасли, меновая стоимость их услуг имеет постоянную тенденцию к понижению при всяком увеличении спроса. Чем больше возрастает потребность общества в дешевом провозе, тем дешевле он в действительности становится», а «увеличение спроса ведет здесь не к возрастанию издержек (как в земледелии), а к их уменьшению».
Кроме того, Чупров, по-видимому, первым исследовал эластичность спроса по цене на железнодорожные перевозки и сделал революционный вывод, что в сфере железнодорожных перевозок спрос гораздо менее эластичен, то есть меньше зависит от цены, чем в других отраслях. Он писал, что «понижение цен, производимое уменьшением провозной платы, не всегда сопровождается приращением спроса на товар, но если бы даже и произошла прибавка спроса, перевозка на железной дороге может возрасти лишь в том случае, если за этой прибавкой последует расширение производства». Изучая влияние тарифа на объём перевозок, Чупров использовал богатый фактический материал из отчетов крупнейших железных дорог и Главного Общества Российских железных дорог. Он констатирует, что строгой пропорциональности между размерами провозной платы и размерами движения не существует; есть такие предметы, на движение которых провозная плата не имеет заметного влияния (такова область товаров, в цену которых провозная плата входит лишь как незначительная составная часть). Из вышеперечисленного учёный делает вывод о том, что железные дороги, несмотря на всё техническое могущество, «несмотря на полную власть над провозными ценами, не в силах переделать данных им условий движения». Никакое «искусство железнодорожных управлений не создаст грузов там, где не дает их страна».
Вошедшая во все современные учебники «Экономики железнодорожного транспорта» формула о том, что особенностью транспортной услуги является неразделённость оказания услуги и её потребления также впервые была сформулирована Чупровым в «Железнодорожном хозяйстве»: «в перевозочной промышленности услуги железной дороги потребляются в тот же момент, как они производятся (производство и потребление сливаются в один процесс)».
Двухтомник Чупрова про железнодорожное хозяйство привлёк внимание Карла Маркса, который даже законспектировал для себя два тома «Железнодорожного хозяйства» (конспект опубликован в 12 томе «Архива Маркса и Энгельса», изданного в СССР в 1952 г.). Маркс использовал идеи Чупрова о транспорте как о ещё одной отрасли народного хозяйства во втором томе «Капитала».
Упомянутым двухтомником не исчерпывается вклад Чупрова в экономику железнодорожного транспорта; его перу принадлежит написанная в соавторстве с М. И. Мусницким книга «Упорядочение железнодорожных тарифов по перевозке хлебных грузов» (1890) и большое количество экономической публицистики, собранной впоследствии в сборник статей «Из прошлого русских железных дорог: статьи 1874—1895 гг.».

### Политическая экономия

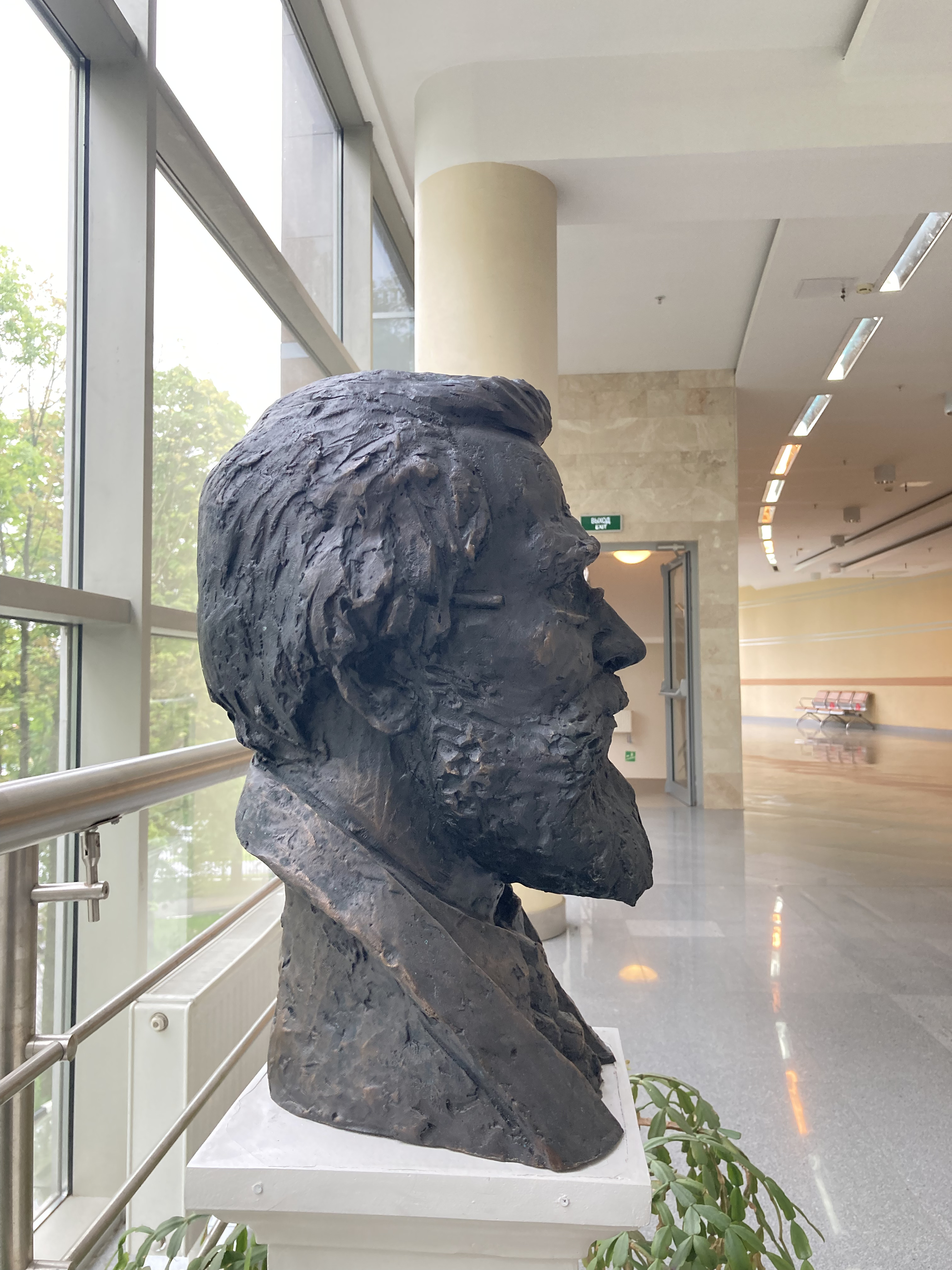
Бюст А. И. Чупрова на экономическом факультете МГУ

Экономическое мировоззрение Чупрова было эклектичным сочетанием классической политэкономии Джона Стюарта Милля (который в его лекциях лидирует в списке цитат с огромным отрывом), некоторых методологических идей Карла Менгера, а также немецкой исторической школы. Чаще всего, как в отечественной, так и в зарубежной литературе, Чупрова классифицировали как «народника». До конца жизни он старался согласовывать свою жизнь с интересами народа, главным средством для улучшения жизни которого считал взаимопомощь. Он был сторонником выкупа частных дорог в казну и дальнейшей государственной эксплуатации железных дорог. Так, А. В. Аникин пишет: «Московский университет в конце XIX века служил оплотом либерально-народнических идей, а главой этого направления был Чупров». Аналогичную оценку взглядам Чупрова даёт в своей книге «История экономической мысли в России» Й. Цвайнерт: «главным выразителем взглядов народнического направления в академической среде был, бесспорно, Чупров, доминировавший в российской экономической науке 1870—1880-х гг.». При этом Чупров был сторонником трудовой теории стоимости. Й. Цвайнерт отмечает о лекциях Чупрова: «содержали фрагменты марксистского учения».

## Общественная деятельность
С 1883 г. А. И. Чупров наряду с профессором Московского университета Иваном Ивановичем Янжулом и заведующим делами Статистического Отдела Московской городской думы М. Е. Богдановым вошёл в состав Комиссии по подготовке устава первой общедоступной бесплатной городской Библиотеки-читальни им. И. С. Тургенева. Председательствовала в Комиссии известная благотворительница и московская Потомственная Почетная Гражданка Варвара Алексеевна Морозова, пожертвовавшая на учреждение библиотеки 10 000 рублей. Разработанный Комиссией устав был рассмотрен и утвержден на заседании Московской городской думы в мае 1884 г. Согласно принятому тогда же приговору Думы № 47 было принято решение об устройстве в Москве Библиотеки-читальни им. И. С. Тургенева, дабы «доставить возможность пользоваться книгами тем слоям городского населения, которым, по состоянию их средств, существующие библиотеки недоступны». Новшеством библиотеки стало то, что «за пользование книгами, газетами и журналами» в ней «никакой платы» не взималось.